# Sangatte

Sangatte este o comună în departamentul Pas-de-Calais, Franța. În 1 ianuarie 2022 avea o populație de 4.755 de locuitori.